# Uruque
Uruque (Uruk), Unugue (Unug), Ereque (Erech) ou Uarca (Warka) foi uma cidade antiga da Suméria – posterior Babilônia – situada a leste do Eufrates, na linha do antigo canal Nil, numa região pantanosa, a cerca de 225 quilômetros sul-sudeste de Bagdá. O próprio nome moderno Iraque é derivado de Uruque.

## História
Uruque foi uma das mais antigas e importantes cidades da Babilônia. Era rodeada por uma muralha de aproximadamente 9 km de extensão. Dizia-se que suas muralhas haviam sido construídas por ordem de Gilgamés, que, diz-se, também mandou erguer o famoso templo de Eana, dedicado à Inana, ou Istar. Os extensos registros sobreviventes do templo, pertencentes ao Período Neobabilônico, documentam a função social do templo como um centro de redistribuição social. Em tempos de fome, famílias podiam enviar crianças ao templo como oblato.
Uruque possuía um papel importante na história política do país desde tempos remotos, exercendo um poder hegemônico na Babilônia num período anterior a Sargão, o Acádio. Mais tarde desempenhou uma função de liderança nas batalhas nacionais dos babilônios contra o império elamita até 2 000 a.C., quando sofreu severamente. A Epopeia de Gilgamés apresenta relatos do conflito, sempre de forma literária e nobre.
Nas palavras de A. Leo Oppenheim, em Uruque, ao sul da Mesopotâmia, a civilização suméria parece haver alcançado seu apogeu no quesito criatividade. Para este fato apontam repetidamente à cidade as referências de textos religiosos e particularmente literários, incluindo aqueles de conteúdo mitológico; isso é confirmado pela tradição histórica como foi preservada na lista de reis sumérios. De Uruque o centro de gravitação política parece ter sido transferido para Ur.
De acordo com a lista de reis sumérios, Uruque foi fundada por Enmercar, que trouxe consigo o direito oficial de realeza da cidade de Eana. Seu pai Mesquianguegaser havia "entrado no mar e desaparecido." Outros reis históricos de Uruque incluem Lugal-Zages de Uma (atualmente Djoca, que conquistou Uruque) e Utuegal.
A primeira escavação em Uruque foi realizada antes da Segunda Guerra Mundial por uma equipe alemã liderada por Julius Jordan[en]. A expedição retornou em 1928, realizando outras escavações até 1939. Retornaram novamente em 1954 sob a direção de H. Lenzen, empreendendo escavações sistemáticas nos anos seguintes. Essas investigações revelaram alguns registros antigos sumérios e uma chusma de tabuinhas referentes a documentos legais e literatos do período selêucida, depois publicados por Adam Falkenstein[en] e outros epigrafistas alemães.